# ジョンズ・ホプキンズ大学

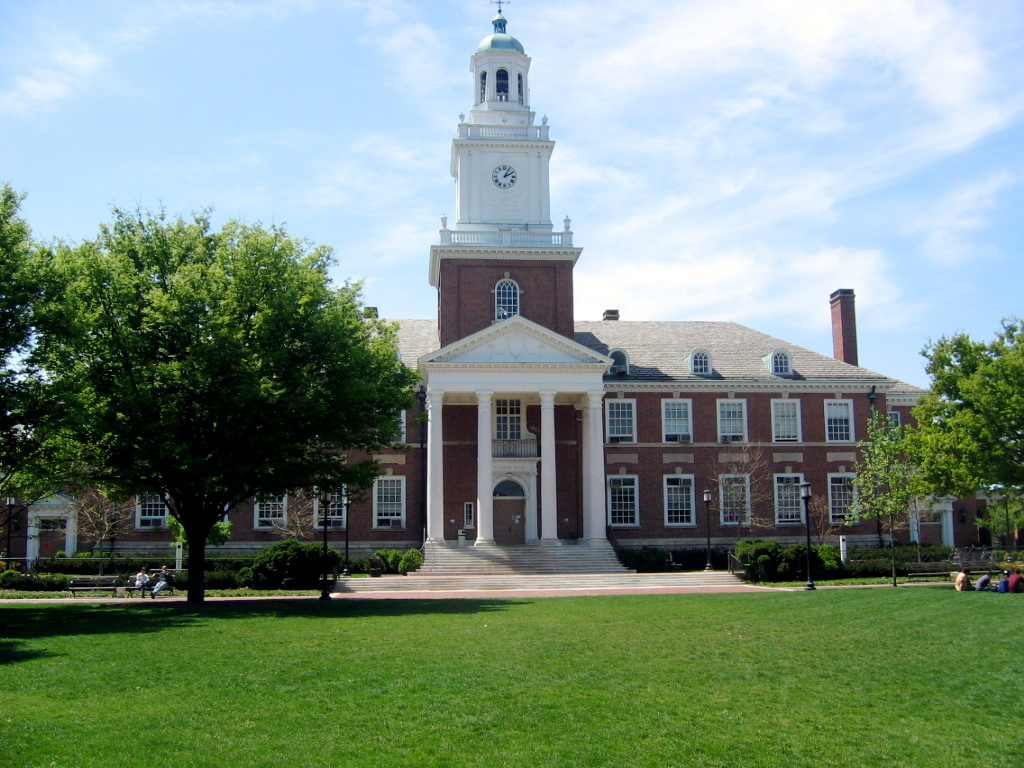

ジョンズ・ホプキンズ大学
Johns Hopkins University (JHU)（英語: Johns Hopkins University）は、メリーランド州ボルチモアに本部を置くアメリカ合衆国の私立大学。1876年創立、1876年大学設置。大学の略称はJHU/ホプキンズ。

## 概要
1876年にアメリカで初めてヨーロッパの研究型大学をめざして設立され、現在ではとくに医学・公衆衛生学・国際関係論などの分野でアメリカを代表する名門校のひとつとみなされている。校名は創立のため遺産を寄付した実業家の名にちなむ。
現在は9つの専攻に約2万1000人超の学生が在籍する（2023年）。医学部は研究・教育ともにきわめて高水準で、脳神経外科や心臓外科・小児科学などの分野では世界最初の実験と臨床を数多く手がけているほか、また附属のジョンズ・ホプキンズ病院も全米有数のすぐれた病院として高い評価を受ける。
またワシントンDCに設置された高等国際関係大学院（Paul H. Nitze School of Advanced International Studies（SAIS））は多数の政治家・政治学者が学び、公共政策大学院としてはハーバード大学ケネディスクール、コロンビア大学公共政策大学院 (SIPA）などと並んで全米トップクラスとされる。
USニューズ誌の米国内大学ランキングでは第9位（2024年）。THE世界大学ランキングでは、世界総合で第15位、米国内では第9位。近年の学部合格率は7％前後と、全米最難関のグループである。
これまで36名以上のノーベル賞受賞者を輩出。日本との関わりでは、新渡戸稲造の留学先となったことでも知られる。また2020年1月より、新型コロナウイルス感染症（COVID-19）の感染者数の集計および公表を行っている。

## 沿革

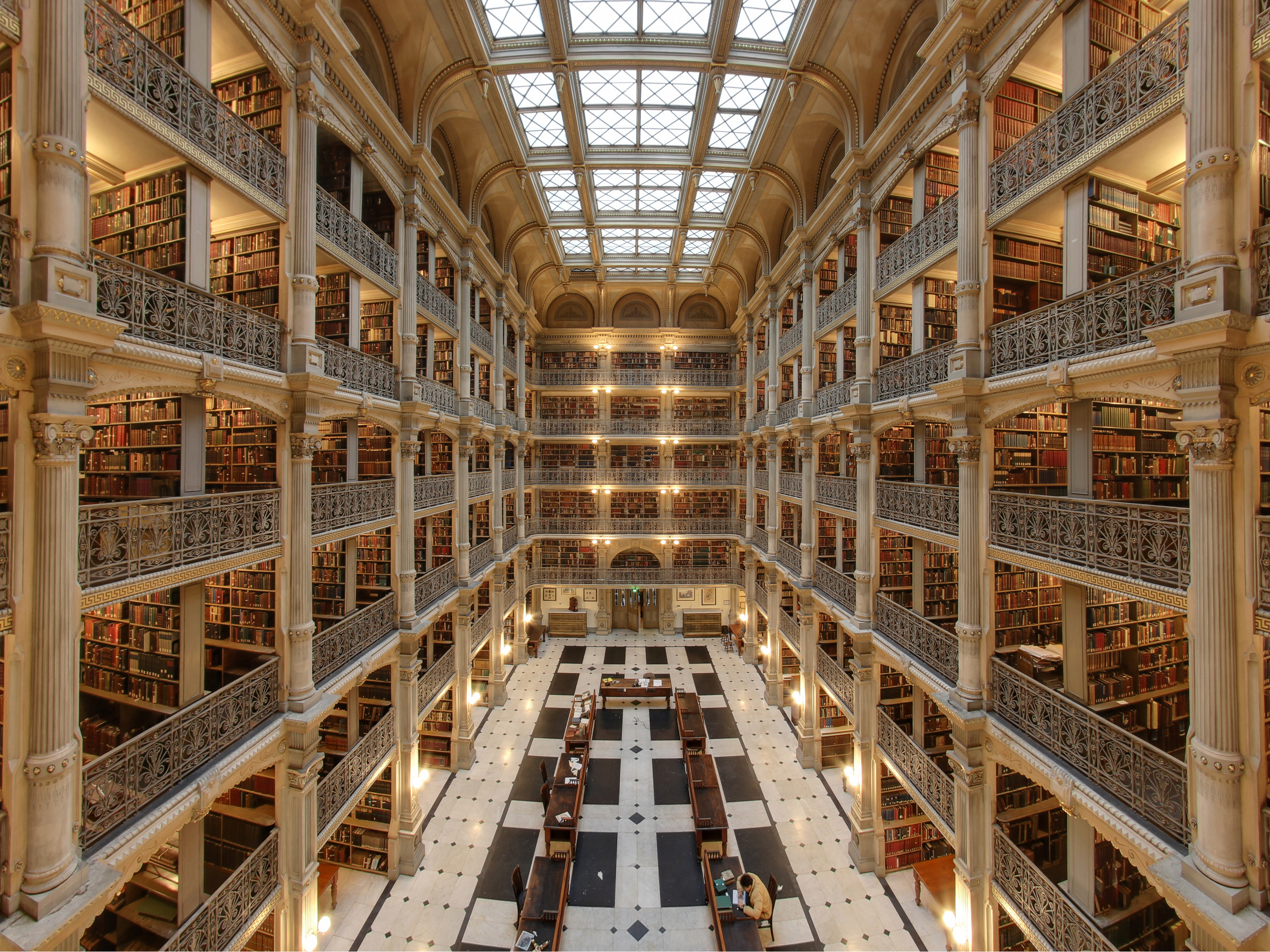
ジョンズ・ホプキンズ大学図書館

ボルティモアのクェーカー教徒の実業家ジョンズ・ホプキンズ（1795年 - 1873年）の遺産を基に、1876年に世界初の研究大学院大学として設立された。それまでのアメリカの大学教育は教養中心の学部教育であったが、新たに研究を中心とした専門教育を行うことを目的とし、大学院教育のシステムを確立した。大学院教育と奨学金を組み合わせることによってPh.D.（博士）の学位の授与制度の改革を行ない、この制度を他の多くの大学が取り入れることによってアメリカ全土に広まったとされる。
全米で初めて実験室での科学実験を行ったのも、また、公衆衛生大学院 (School of Public Health) を初めて設置したのもこの大学である。附属のピーボディ音楽学院（Peabody Institute）も北米で最初の音楽学校である。
スポーツではラクロスが有名で大学チームのブルージェイズ（Blue Jays）は何度も全米優勝をしている。キャンパス内に米国ラクロス協会の事務局、ラクロス博物館、ラクロスの殿堂（Lacrosse Hall of Fame）がある。また、大学のマスコットはアオカケス（Blue Jay）であり、学生からは"Jays"と呼ばれている。
最近ではマイケル・ブルームバーグ (2000億円相当)やビル・ゲイツ(23億円相当)の多額な寄付がアメリカで話題となった。

### 年譜

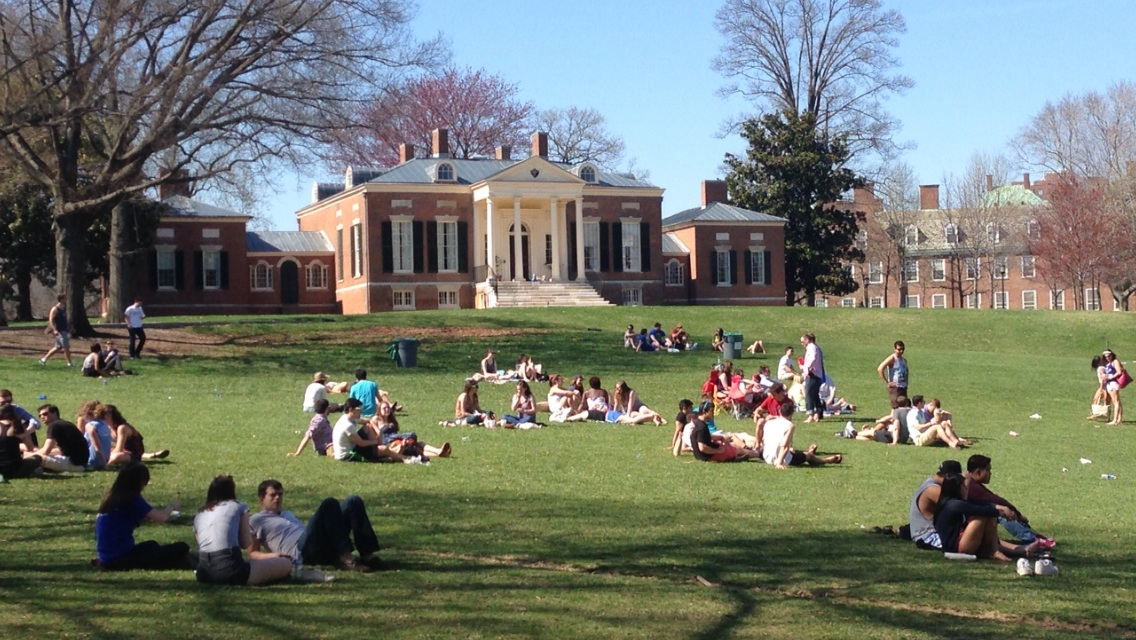
Homewood House

- Homewood House1876年にボルティモアの実業家ジョンズ・ホプキンズの遺産350万ドルを基に設立された。初代の学長は、ダニエル・ギルマン（en:Daniel Coit Gilman, 1831-1908）（在任、1875-1901）である。
- 1878年Ph.D.授与開始。
- 1879年学士号（Bachelor of Arts）授与開始。
- 1883年試験委員会（Board of University　Examiners）設置。
- 1893年医学博士号（Medical School 0pens）授与開始。
- 1909年修士号（Master of Arts）授与開始。
- 1921年工学修士号（Master of Engineering）授与開始。
- 1922年工学博士号（Doctor of Engineering）授与開始。
- 1931年教育学修士号（Master of Education）授与開始。
- 1930年教育学博士号（Doctor of Education）授与開始。
- 1985年ピーボディ音楽院（英語版）を合併。

## キャンパス
ホームウッド

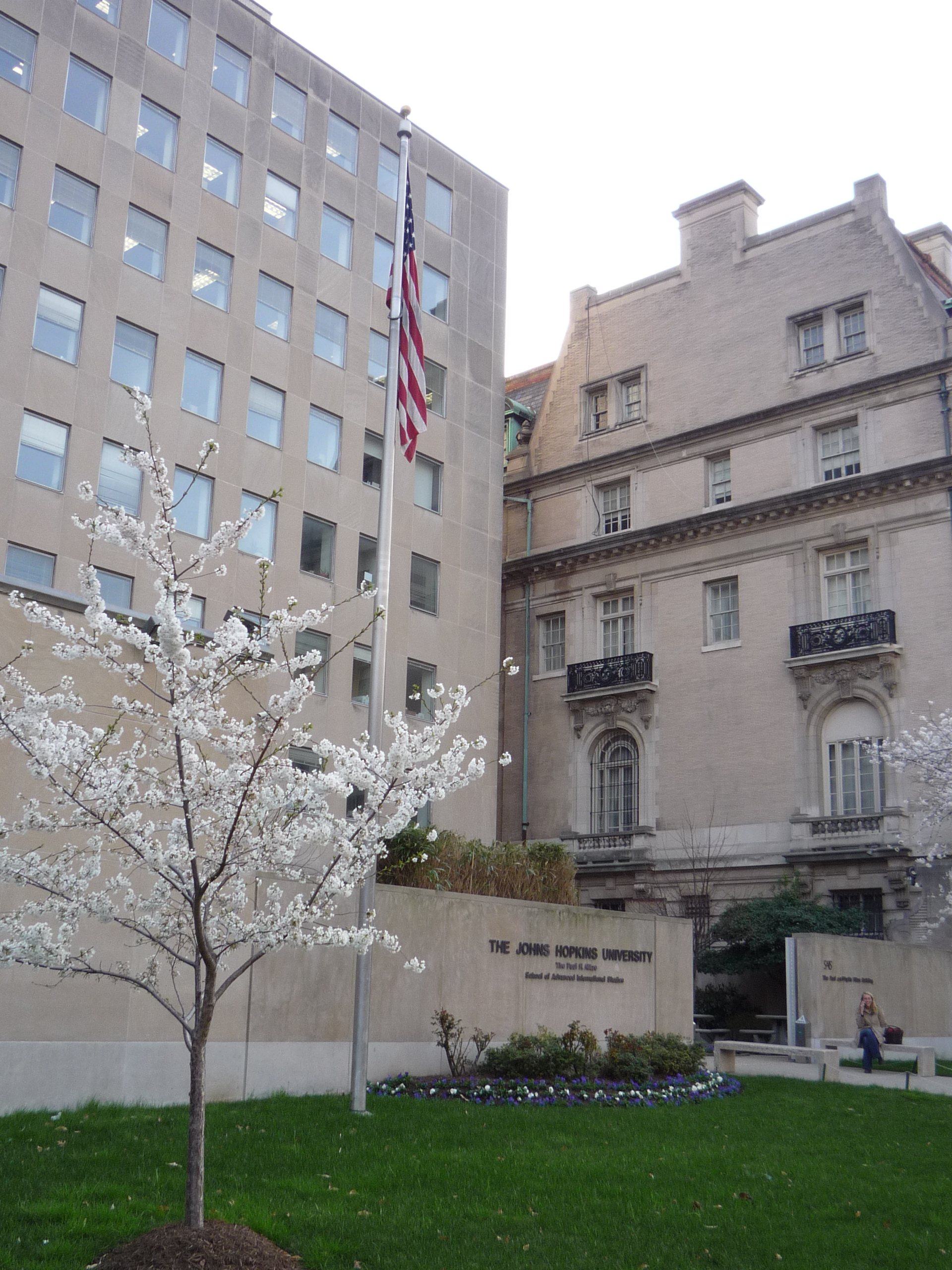
ポール・H・ニッツェ高等国際関係大学院(SAIS)

- ザンビル・クリーガー教養学部（Zanvyl Krieger School of Arts and Sciences）
- ジョージ・ウィリアム・カーライル・ホワイティング工学部（G.W.C. Whiting School of Engineering）
  - システム科学工学センター（Center of System Science and Engineering）
- 教育学部（School of Education）

イースト・ボルチモア
- 医学部 (School of Medicine)
- 公衆衛生大学院 (Bloomberg School of Public Health：JHSPH)
- 看護学部 (School of Nursing)

ダウンタウン
- Carey Business School
- ピーボディ音楽院（英語版）

ワシントンD.C.
- ジョンズホプキンス大学ポール・H・ニッツェ高等国際関係大学院 (SAIS) - イタリアのボローニャ、中国の南京にも国際キャンパスがある。

ハワード郡
- 応用物理学研究所 (Applied Physics Laboratory)

## 学生
医学・公衆衛生学に優れていることから、医師の資格を持った留学生が多い。アメリカの政治の中心であるワシントンD.C.に近く、仕事を持ちながら通学しているパートタイム学生もいる。国際機関でインターンシップを行う学生も多く、卒業生は国連・政府機関等において広く活躍している。中国系を中心とするアジア系学生は、在校生の18.4%を占めている。過去に留学生として新渡戸稲造を始め、日本人も多く入学している。

## ランキング

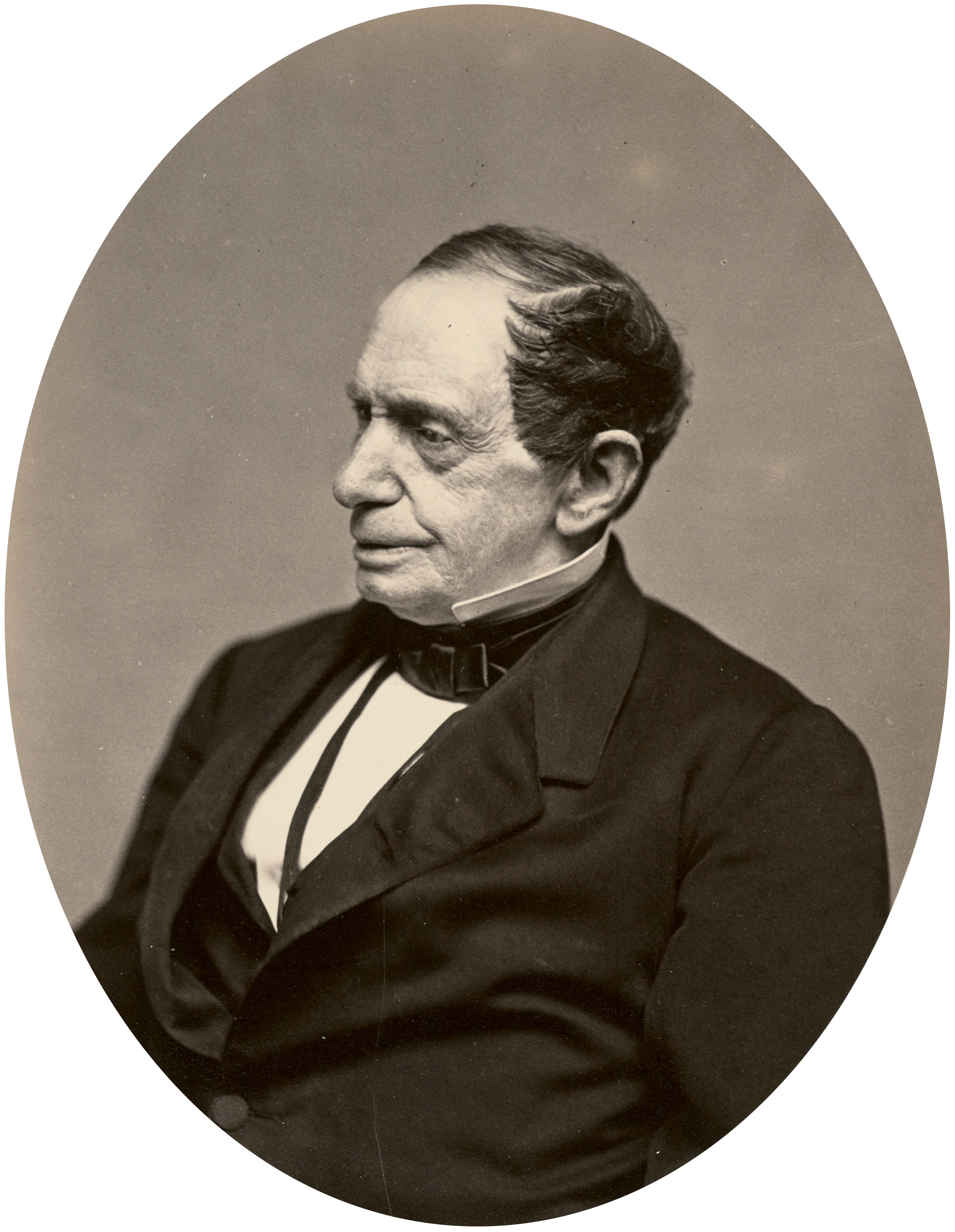
ジョンズ・ホプキンズ（1795 - 1873）

### 主要世界大学ランキング
- U.S.News & World Report世界大学ランキング: 第9位[13]
- THE世界大学ランキング: 第12位[14]

### U.S.News & World Reportランキング
出典: 
- 公衆衛生学: 第1位
- 医学: 第2位
- 看護学: 第1位
- 医用生体工学: 第1位
- 細胞生物学: 第2位
- 神経科学: 第3位
- 医療政策学: 第4位
- 統計学: 第3位

### Foreign Policyランキング
- 高等国際関係大学院：第2位

## 関連人物
- イザイア・ボウマン - 第5代学長。

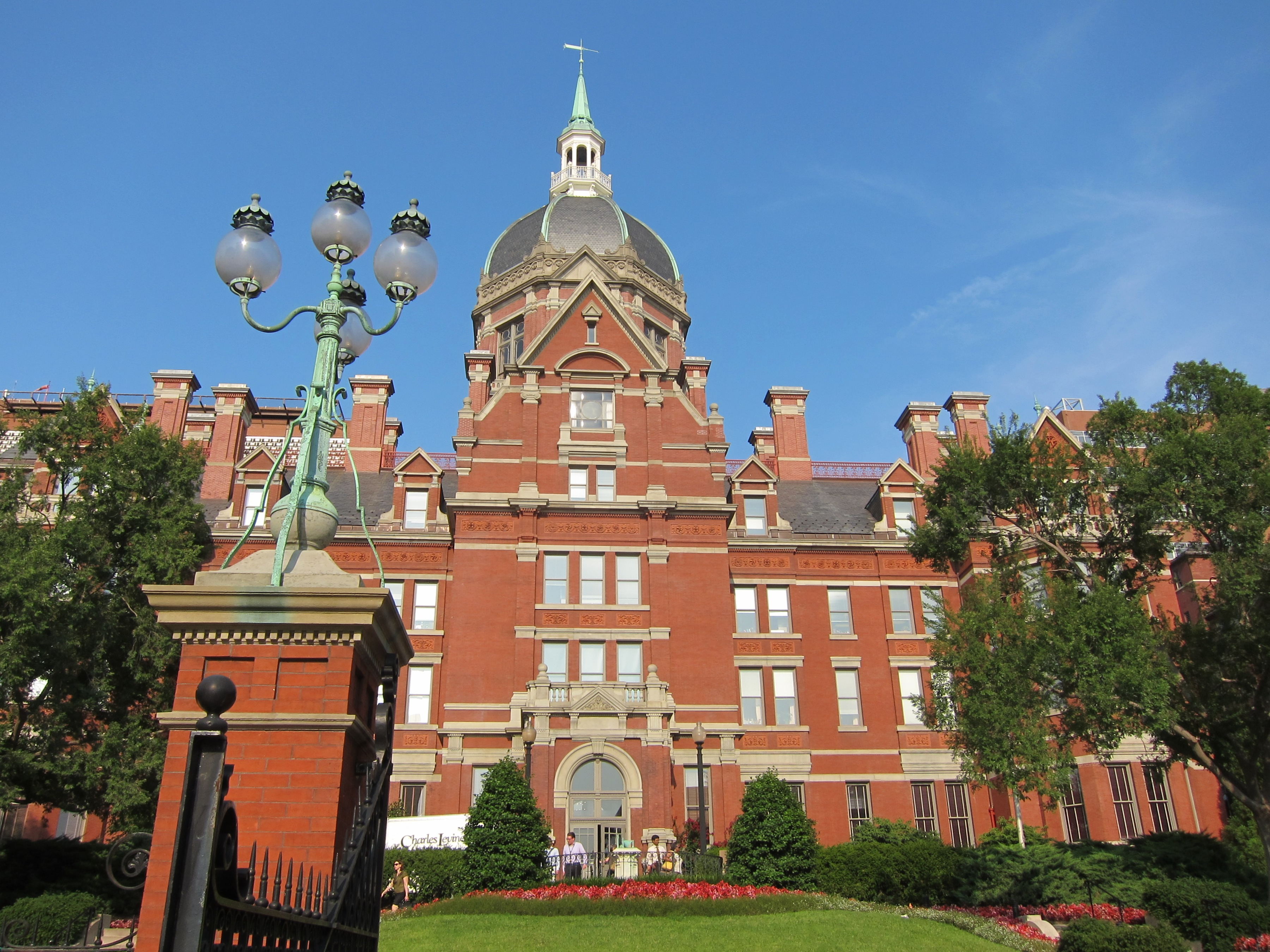

- トーマス・ハント・モーガン - 博士号取得。1933年ノーベル医学・生理学賞、コロンビア大学教授
- ジョセフ・アーランガー - 博士号取得。1934年ノーベル医学・生理学賞、ウィスコンシン大学教授
- ジョージ・H・ウィップル - 博士号取得。1934年ノーベル医学・生理学賞、カリフォルニア大学教授
- ハーバート・ガッサー - 博士号取得。1944年ノーベル医学・生理学賞、ロックフェラー医学研究所
- ペイトン・ラウス - 博士号取得。1966年ノーベル医学・生理学賞、ロックフェラー医学研究所
- ハルダン・ケファー・ハートライン - 教授。1967年ノーベル医学・生理学賞、ロックフェラー大学教授
- ハミルトン・スミス - Ph.D.取得。1978年ノーベル医学・生理学賞、ゲノム科学研究所
- マーティン・ロッドベル - 学士号取得。1994年ノーベル医学・生理学賞、国立衛生研究所
- ロバート・マンデル - 元国際経済学教授。1999年ノーベル経済学賞受賞、現コロンビア大学教授。
- ポール・グリーンガード - Ph.D. 取得。2000年ノーベル医学・生理学賞、ロックフェラー大学
- ピーター・アグレ - 教授。2003年ノーベル化学賞、デューク大学教授
- リチャード・アクセル - Ph.D.取得。2004年ノーベル医学・生理学賞、現コロンビア大学教授
- キャロル・W・グライダー - 教授。2009年ノーベル医学・生理学賞
- ウッドロウ・ウィルソン - 第28代アメリカ合衆国大統領。1919年ノーベル平和賞。
- ジョディ・ウィリアムズ - 1984年国際関係学修士。教育者、女性人権活動家。1997年ノーベル平和賞。
- マートン・ミラー - Ph.D.取得。1990年ノーベル経済学賞。シカゴ大学教授
- ロバート・フォーゲル - Ph.D.取得。1993年ノーベル経済学賞。シカゴ大学教授
- 佐々学 - 寄生虫学者。1948年に第1回ロックフェラー財団の日本人留学生として留学。
- 雨宮健 - 経済学者、スタンフォード大学教授。1964年Ph.D.取得。
- 井川一宏 - 経済学者、神戸大学名誉教授、元日本国際経済学会会長。1981年Ph.D.取得。
- 磯村隆文 - 経済学者。1956年に留学
- 新渡戸稲造 - 農学者、教育者。1884年に留学
- 小平邦彦 - 数学者。教授
- 石坂公成 - 免疫学者。教授
- 福島清彦 - 経済学者。教授。
- 若泉敬 - 国際政治学者。客員教授
- 吉野直行 - 経済学PhD、慶應義塾大学経済学部名誉教授。金融庁金融研究センター顧問、（前）アジア開発銀行研究所所長、日本FP学会会長、スウェーデン/Goteborg大学名誉博士、ドイツ/Martin Luther University-Halle Wittenberg大学名誉博士、福澤賞、Green Finance Lifetime Achievement Scientific Award受賞(Budapest, Hungary, 2021), Advisory Board (Chair) Stockholm School of Economics.
- 木村盛世（公衆衛生大学院疫学部修士課程修了。デルタオメガスカラーシップ受賞。厚生労働医系技官、厚労省検疫官。）
- 楠岡英雄（元医学部助教授、国立病院機構理事長）
- リチャード・クー - 経済学博士課程修了。野村総合研究所研究創発センター主席研究員、チーフエコノミスト。数々のアナリスト・ランキングのエコノミスト部門で第1位。ニューヨーク連邦準備銀行勤務も経験。
- ポール・ニッツ - SAIS設立者。レーガン大統領特別補佐官、ケネディ政権の国防副長官、海軍長官。冷戦の対ソ基本戦略を形成した国家安全保障会議文書「NSC 68」の起草者。中距離核戦力全廃条約の交渉団長。
- クリスティアン・アーチボルド・ハーター - SAIS設立者。第53代アメリカ合衆国国務長官。
- エドウィン・O・ライシャワー - SAISライシャワー・センター東アジア研究所名誉会長（1984-1990）。駐日アメリカ大使（1961-1966）。
- ハル・松方・ライシャワー - ライシャワー・センター東アジア研究所名誉会長（1990-1998）。
- ジョージ・パッカード - 元SAIS学院長。ライシャワー・センター東アジア研究所所長（1984-1998）。ライシャワー駐日米国大使特別補佐官。米日財団理事長。旭日重光章受勲。
- ナサニエル・セイヤー - 名誉教授。元SAISライシャワー・センター東アジア研究所日本研究担当教授。CIA東アジア部・国務省で勤務。中曽根康弘元首相と親密。
- ケント・カルダー - 日本研究担当教授。SAISライシャワー・センター東アジア研究所長。プリンストン大学ウッドロー・ウイルソン政治大学院教授（1983-2003）。戦略国際問題研究所（CSIS）日本部長（1989-1993）、駐日米大使特別補佐官（1997-2001）。
- ズビグネフ・ブレジンスキー - 教授。カーター政権の国家安全保障担当大統領補佐官。元コロンビア大学教授。
- エリオット・コーエン - 軍事戦略研究教授。ブッシュ大統領（ジュニア）政権の元国務省顧問（2007-2009）。主著『戦争と政治とリーダーシップ』
- フランシス・フクヤマ - 国際政治経済学教授、国際開発プログラム担当。主著『歴史の終わり』
- 藤原帰一 - 客員教授。東京大学大学院法学政治学研究科教授。
- W・マックス・コーデン - 名誉教授。元オックスフォード教授。元OECD、世界銀行、オーストラリア政府顧問。IMF上級顧問（1986-88）。
- I.ウィリアム・ザートマン - 名誉教授。元紛争解決担当教授。中東研究学会会長。元国務省顧問。
- フォアド・アジャミ - 中東研究担当教授。元プリンストン大学政治学部教授。フォーリン・アフェアーズ編集委員。外交評議会理事。ライス元国務長官のアドバイザー。
- デール・トムソン - カナダ研究担当教授。カナダ首相顧問。
- アン・クルーガー - 国際経済学教授。元IMF筆頭副専務理事、世界銀行副総裁、同行チーフエコノミスト。元スタンフォード大学教授。元アメリカ経済学会会長。
- マイケル・マンデルバウム - 米国外交政策担当教授。元ハーバード大学教授。
- カール・D・ジャクソン - アジア研究、東南アジア研究担当教授。元国家安全保障会議アジア局長。ブッシュ（父）政権の大統領安全保障問題担当特別補佐官、ダン・クエール副大統領安全保障問題担当補佐官。
- ジョン・E・マクラフリン - 情報分析担当講師。シニアフェロー。元CIA副長官、長官代行（2000-2004）。
- エスター・ブリマー - 講師。欧米関係政治研究員。オバマ政権の国際機関担当の国務次官補。元国務省、マッキンゼー・アンド・カンパニー。
- ゴードン・M・ボドナー - 国際金融学教授。国際経済担当。元ペンシルベニア大学ウォートン・スクール教授（3連続優秀教授賞受賞）。
- ステファン・M・シュウェーベル - 元国際法学教授（1967–1981）。前国際司法裁判所所長（裁判長）。
- ルース・ウェッジウッド - 国際法及び外交担当教授。国連人権委員会委員。国務長官国際法諮問委員会委員。国防政策委員会委員。CIAパネル委員。元イェール大学ロースクール教授。
- ジェシカ・アインホーン - 現SAIS学院長。1970国際関係学修士。タイム・ワーナー取締役。元世界銀行専務理事。元外交評議会理事。
- ポール・ウォルフォウィッツ - 元SAIS学院長。第10代世界銀行総裁（2005- 2007）。ブッシュ大統領（ジュニア）政権の国防副長官（2001- 2005）。レーガン政権の東アジア・太平洋担当国務次官補。
- ヘンリー・ポールソン - 特別客員研究員。第74代アメリカ合衆国財務長官（2006- 2009）。ゴールドマン・サックス会長兼最高経営責任者（1999-2006）。
- チャールズ・ソーンスウェイト - 元気候学教授。ソーンスウェイトの気候区分を発表。
- ティモシー・フランツ・ガイトナー - 1985国際経済学修士。第75代アメリカ合衆国財務長官(2009年-)。元ニューヨーク連邦準備銀行総裁(2003-2009)。外交問題評議会上級研究員。クリントン政権の財務次官。
- マデレーン・オルブライト - 第64代アメリカ合衆国国務長官（1997年-2001年）。初の女性国務長官。
- アーザル・ナフィーシー - SAIS異文化コミュニケーション担当。講師。ベストセラー『テヘランでロリータを読む』の著者。
- ジョン・ヘイムリ - 1978Ph.D.取得。戦略国際問題研究所（CSIS）所長兼CEO。クリントン政権の国防副長官及び国防次官。
- マイケル・グリーン - 1987国際関係学修士、1994Ph.D.取得。ジョージタウン大学外交政策学部教授、戦略国際問題研究所（CSIS）上級顧問・日本部長。日本・朝鮮担当部長（2001-2004）、アジア上級部長（2004-2005）。
- ニコラス・バーンズ - 1980国際関係学修士。ハーバード大学ケネディスクール教授。ブッシュ大統領（ジュニア）の国務次官（2005- 2008）。
- ジェフリー・ガーテン - 1972国際関係学修士、1980Ph.D.取得。クリントン政権の国際貿易担当商務次官。元イエール大学経営大学院学院長。元ブラックストーン・グループマネージング・ディレクター。
- フランク・ラヴィン - 修士。国際貿易担当商務次官。米国商務省国際貿易局長。駐シンガポール大使。
- ジム・リーチ - 修士。ハーバード大学ケネディスクール教授。プリンストン大学公共政策客員教授。米国下院銀行金融委員会等の委員長。
- チェスター・クロッカー - 1969国際関係学修士。元国務長官補佐官。
- ウィリアム・A・レインシュ - 国際関係学修士。元貿易管理担当商務次官。
- パメラ・フラーティー - 1968国際関係学修士。シティグループ財団会長兼CEO。
- エレン・ライプソン - 修士。研究組織ヘンリー・スチムソン・センター長兼CEO。
- ハーマン・エイルツ - 1947国際関係学修士。カーター政権の駐エジプト大使。
- サミュエル・ルイス - 1954国際関係学修士。カーター政権の駐イスラエル大使。
- ジェフリー・スミス - ワシントンポスト記者。ピューリッツァー賞受賞(2006)。
- アンジェラ・カーン - 国際関係学修士。国連事務次長。
- デニス・ロックハート - 1971国際関係学修士。アトランタ連邦準備銀行総裁。元ジョージタウン大学教授。
- ウォルフ・ブリッツァー - 1971国際関係学修士。CNNアンカー。
- クリフトン・レジナルド・ウォートン - 1948国際関係学修士。クリントン政権の国務副長官（1993）。
- ピーター・オルガイア - 国際関係学修士。米国通商代表部（USTR）の次席代表、元WTO米国大使。
- ゲイル・ホルデ - 国際関係学修士。前アイスランド首相(2006-2009)。
- ルイス・エルネスト・デルベス - 前メキシコ外務大臣、経済大臣。
- マハマット・アリ・アドウム - 元チャド外務大臣、国連大使。
- ジャン・モーリス・ドゥフース - 1961, 1966修士。元ベルギー首相、リーゲ知事。
- ハンス・ホーヘルホルスト - 1983修士。オランダ厚生福祉スポーツ大臣、財務大臣。
- バート・コエンデル - 1981修士(ボローニャ含む)。オランダ開発大臣。
- 林采民（イム・チェミン） - 1996国際関係学修士。韓国知識経済部第一次官。
- ユン・ヨン・カン - 1983国際関係学修士、1988Ph.D.。韓国外交通商部長官。
- リー・テシク - 修士。駐米韓国大使。
- 王光亚（ワン・グアンヤ） - 修士。中国国連常駐代表。外務副大臣。
- デイヴィッド・マニング - 1972ボローニャ・センター修了。駐米英国大使(2003-2007)。ブレア元首相の外交政策顧問。駐イスラエル英国大使。
- クリストファー・メイヤー - ボローニャ・センター修了。駐米英国大使(1997-2003)。
- ドメニコ・ジョルジ - 1980ボローニャ・センター修了。駐アフガニスタンイタリア大使。
- マイケル・ブルームバーグ - 1964年卒業。フォーブス誌による2013年度世界長者番付で13位。ブルームバーグ創始者。第108代ニューヨーク市長
- ジョン・モークリー - 1932年Ph.D.取得
- ルイーズ・アードリック - 美術学修士。作家。
- リチャード・N・ルボウ
- デイヴィッド・キャンベル
- ニコラス・オナフ
- ヴォイチェフ・マストニー
- ウィリアム・コノリー
- マーサ・E・ロジャーズ
- アイリス・チャン
- アンドリュー・モラフチーク
- J・G・A・ポーコック
- ジョナサン・ハスラム
- アーネスティン・ウィーデンバック
- ジョン・ベイツ・クラーク
- リチャード・マスグレイブ
- ハーバート・フリードマン
- ウイリアム・オスラー
- エドワード・サイード
- デヴィッド・ハーヴェイ
- アルフレッド・ロトカ
- レオ・カナー
- ヘンリー・ナウ
- デイヴィッド・ライマー
- トーマス・バーガー
- レナード・ブルームフィールド
- サイモン・フレクスナー
- モーリス・ブルームフィールド
- スピロ・アグニュー
- アーノルド・ウォルファーズ
- マイケル・ドイル
- サイモン・クズネッツ
- バート・フォーゲルシュタイン
- ポール・マイロン・アンソニー・ラインバーガー（コードウェイナー・スミス）
- ベン・カーソン
- 石川経夫（元東京大学経済学部教授）
- 岩本章吾（元経済産業省官僚、経済法学者、大阪工業大学教授）
- 河西利信
- 斎藤弘
- 八田達夫
- 箕作佳吉
- 信田智人
- 長島昭久
- 大塚海夫
- 岡野加穂留
- 岡野栄之
- 辻泰弘
- 道下徳成
- 河合栄治郎
- 杵渕正巳
- 下村孝太郎
- 鈴木哲
- 達増拓也
- 麦谷眞里
- 首藤信彦
- 佐藤隆三
- 佐藤昌介
- 増田悦佐
- 三津原庸介 - 日本調剤社長
- 柳沢香枝 - 駐マラウイ大使、国際協力機構理事（女性初）
- 山重慎二 - 一橋大学大学院経済学研究科および国際・公共政策大学院教授
- 山本尚子 - 世界保健機関事務局長補、厚生労働省大臣官房総括審議官
- 吉田統彦
- 吉野孝
- 藤田啓史 - アシスタントプロフェッサー、神経科学者
- 山口有紗 - 医学者